# Британська аграрна революція
Брита́нська агра́рна револю́ція (БАР) — термін, що описує розвиток сільського господарства у Великій Британії між XV і кінцем XIX століть. У цей період можна спостерігати досі небачене зростання продуктивності та розмірів урожаїв, що припинили цикли нестач їжі. Кожен континент у світі в якийсь момент своєї історії відчував нестачу продовольства. Через ці недоліки, зростання населення було фактично обмежене розмірами того що міг виростити регіон за тривалий період часу, включаючи можливість короткочасних збоїв продукції. Недолік продовольства відбувається в тих випадках, коли регіон випробовує нестачу їжі, тривалістю рік або більше і ресурси регіону недостатні для того, щоб привезти або виростити більше. Оскільки зазвичай це є місцевим явищем, можливість перевезення продовольства на більш далекі відстані дозволила зменшити дію голоду в окремо взятих регіонах.
БАР відбувалася впродовж багатьох століть (швидше еволюція ніж революція) і була предтечею або відбувалася в один і той же час з подібними змінами в Європі та колоніях. Ключовою для БАР була розробка різних сільськогосподарських технологій, спрямованих на відвертання втрати поживних речовин із землі під час землеробства. Водночас були виведені більш плодоносні сорти рослин, які могли приносити більший урожай на акр.
Фермери, використовуючи новітні знаряддя праці, могли вирощувати більший урожай з меншою кількістю помічників. БАР прискорила обороти у міру того як Індустріальна Революція та успіхи в хімії створили добробут, наукові знання і технологію для більше організованого розвитку нових добрив і нову, продуктивнішу сільгосптехніку. Нові сільськогосподарські культури, наприклад картопля (з'явилася близько 1600 року), кукурудза і т. д. були ввезені з Нового Світу, покращуючи родючість на акр землі.
БАР, Британська Індустріальна Революція і НТР розвивалися одночасно. Без появи великих кількостей їжі, що дозволяють годувати зростаюче міське населення, Індустріальна Революція і НТР були б неможливі. Без капіталовкладень, знарядь праці, металів, збільшення у кількості ринків для збуту сільгосппродукції, а також наукових знань створеними Індустріальною Революцією і НТР, БАР також була б неможлива. Кожна так звана «Революція» підтримувала і штовхала вперед дві інших — вони були (як і в наші дні) сполучені один з одним.

## Ресурси Інтернету
- Harrison, L F C (1989). The Common People, a History from the Norman Conquest to the Present. Glasgow: Fontana. ISBN 000686136. {{cite book}}: Перевірте значення |isbn=: довжина (довідка)
- Overton, Mark (19 вересня 2002). Agricultural Revolution in England 1500 - 1850. Cambridge, England: Cambridge University Press. ISBN 0-521-56859-5.
- Snell, K.D.M (1985). Annals of the Labouring Poor, Social Change and Agrarian England 1660–1900. Cambridge University Presslocation=Cambridge, UK. ISBN 0-521-24548-6.
- Thirsk, Joan. 'Blith, Walter (bap. 1605, d. 1654)'. Oxford Dictionary of National Biography, Oxford University Press, 2004; online edn, Jan 2008. Архів оригіналу за 8 січня 2013. Процитовано 2 вересня 2011.
- Valenze, Deborah (1995). The First Industrial Woman. Oxford Oxfordshire: Oxford University Press. с. 183. ISBN 0-19-508981-2.